# Бексултанов Муса Ельмурзаєвич
Бексултанов Муса Ельмурзаєвич (1 липня 1954, с. Борове, Мендикаринський район, Казахська РСР, СРСР) — відомий сучасний чеченський письменник, прозаїк, член Спілок письменників Чечні і Росія (1992), лауреат премії «Срібна сова» 2005 року в номінації "Література", народний письменник Чеченської Республіки (2005).

## Біографія
Народився 1 липня 1954 року в селі Борове Мендикаринського району Казахської РСР. У 1957 році з батьками повернувся на батьківщину. Дитинство пройшло в селі Алхазурово Урус-Мартанівського району. У 1979 році закінчив філологічний факультет Чечено-Інгушського державного університету.
Працює в дитячому журнал «Стелаӏад» («Веселка»), головний редактор.